# Eparchia di Singapore
L'eparchia di Singapore (in russo Сингапурская епархия?) è un'eparchia della Chiesa ortodossa russa nell'esarcato patriarcale del sud-est asiatico.

## Territorio
L'eparchia comprende i fedeli ortodossi sottomessi al Patriarcato di Mosca nei seguenti Paesi: Singapore, Indonesia, Malaysia, Timor Est e Papua Nuova Guinea.
Sede eparchiale è la città di Singapore, dove si trova la cattedrale della Dormizione di Maria.
L'eparca ha il titolo di «metropolita di Singapore e sud-est asiatico».

## Storia
L'eparchia è stata eretta dal Santo Sinodo della Chiesa ortodossa russa il 26 febbraio 2019 ed inizialmente aveva giurisdizione solo su Singapore, Indonesia, Malesia.
Il 2 novembre 2019 il clero della Chiesa ortodossa russa fuori dalla Russia che operava in Indonesia ha chiesto e ottenuto di passare sotto la guida spirituale dell'eparca di Singapore a causa dell'assenza di strutture diocesane della loro Chiesa d'origine.
Il 25 agosto 2020, il Santo Sinodo della Chiesa ortodossa russa ha deciso di includere gli stati di Timor Est e Papua Nuova Guinea nell'ambito della responsabilità pastorale dell'eparchia di Singapore.